# Samtdrongo
Der Samtdrongo (Dicrurus modestus) ist eine Vogelart aus der Familie der Drongos.
Er kommt in Subsahara-Afrika vor: in Angola, der Demokratischen Republik Kongo, in Gabun, Kenia, Príncipe-Insel, Südsudan, Uganda und in der Zentralafrikanischen Republik.
Das Verbreitungsgebiet umfasst eine Vielfalt von Lebensräumen meist von 700–1700 m Höhe.

## Beschreibung
Der Samtdrongo ist 24–28 cm groß und wiegt 44–53 g. Kopf und Unterseite sind matt violett-schwarz, lediglich auf Stirn, Nacken und den Flügeln ist ein leichter grünlich-blauer Glanz zu sehen. Er ist dem Trauerdrongo sehr ähnlich, jedoch ist der Schwanz des Samtdrongo etwas tiefer gegabelt und seine Flügel sehen beim Fliegen dunkler aus.
Jungvögel haben braune Augen, sind matt grau und auf der Unterseite schwarz gestreift.

## Stimme
Der Ruf des Männchens wird als variantenreiches Repertoire von pfeifenden und geflöteten Tönen, nasalen Rufen, auch liebliche und harsche Töne gemischt “wichitirchi rit rit” beschrieben.

## Geografische Variation
Es werden folgende Unterarten anerkannt:
- D. m. coracinus J. P. Verreaux & J. B. É. Verreaux, 1851 – englisch Velvet-mantled Drongo – Nigeria, Bioko, Kamerun und Südwesten der Zentralafrikanischen Republik (Lobaye) bis äußersten Südwesten des Südsudan (Bengegai), Uganda und Kenia (Kakamega), Gabun, Kongo, Nordwesten Angolas und Demokratische Republik Kongo (südlich bis Kasai und Maniema)
- D. m. modestus Hartlaub, 1849, Nominatform – englisch Principe Drongo – Príncipe Insel

HBW hat darüber hinaus noch
- D. m. atactus Oberholser, 1899

der allerdings von Avibase und IOC World Bird List vom Samtdrongo abgespalten als selbständige Art Dicrurus atactus geführt wird.

## Lebensweise
Die Nahrung besteht vorwiegend aus Insekten. Er ist meist auf exponierten Äste unterhalb der Wipfel innerhalb eines Waldes oder an Lichtungen zu finden.
Die Brutzeit liegt zwischen Mai und Juni sowie zwischen Oktober und November.

## Gefährdungssituation
Der Bestand gilt als nicht gefährdet (Least Concern).